# 4204 Barsig
Barsig (asteroide 4204) é um asteroide da cintura principal, a 2,0752658 UA. Possui uma excentricidade de 0,085256 e um período orbital de 1 248,13 dias (3,42 anos).
Barsig tem uma velocidade orbital média de 19,77450731 km/s e uma inclinação de 3,81082º.
Este asteroide foi descoberto em 11 de Maio de 1985 por Carolyn Shoemaker.